# Galeodes conversus
Galeodes conversus är en spindeldjursart som beskrevs av Roewer 1934. Galeodes conversus ingår i släktet Galeodes och familjen Galeodidae. Inga underarter finns listade i Catalogue of Life.